# Eskovia mongolica
Eskovia mongolica är en spindelart som beskrevs av Yuri M. Marusik och Michael Ilmari Saaristo 1999. Eskovia mongolica ingår i släktet Eskovia och familjen täckvävarspindlar.
Artens utbredningsområde är Mongoliet. Inga underarter finns listade i Catalogue of Life.